# Tau Cancri
Tau Cancri (72 Cancri) é uma estrela na direção da constelação de Cancer. Possui uma ascensão reta de 09h 08m 00.07s e uma declinação de +29° 39′ 15.2″. Sua magnitude aparente é igual a 5.42. Considerando sua distância de 260 anos-luz em relação à Terra, sua magnitude absoluta é igual a 0.91. Pertence à classe espectral G8III.